# 2020年8月臺灣
| << | 2020年8月 （民國109年） | >> |    |    |    |    |
| \| 日 \| 一 \| 二 \| 三 \| 四 \| 五 \| 六 \| \| \| \| \| \| \| \| 1 \| \| 2 \| 3 \| 4 \| 5 \| 6 \| 7 \| 8 \| \| 9 \| 10 \| 11 \| 12 \| 13 \| 14 \| 15 \| \| 16 \| 17 \| 18 \| 19 \| 20 \| 21 \| 22 \| \| 23 \| 24 \| 25 \| 26 \| 27 \| 28 \| 29 \| \| 30 \| 31 \| \| \| \| \| \| |                         |    |    |    |    |    |
| 臺灣新聞動態／維基新聞 |                         |    |    |    |    |    |
| 世界／中国大陆／臺灣 |                         |    |    |    |    |    |
| 日 | 一                      | 二 | 三 | 四 | 五 | 六 |
| |                         |    |    |    |    | 1  |
| 2 | 3                       | 4  | 5  | 6  | 7  | 8  |
| 9 | 10                      | 11 | 12 | 13 | 14 | 15 |
| 16 | 17                      | 18 | 19 | 20 | 21 | 22 |
| 23 | 24                      | 25 | 26 | 27 | 28 | 29 |
| 30 | 31                      |    |    |    |    |    |

## 8月4日
- 衛生福利部預告修正「食品添加物使用範圍及限量暨規格標準」草案，預計將美國認定的疑似致癌物自目前的食品添加物的香料類排除苯乙烯(Styrene)、丁香油酚甲醚(Eugenyl methyl ether)及吡啶(Pyridine)。該草案預告評論期為60日，蒐集各界意見。[1]

## 8月5日
- 中央銀行公布外匯存底，刷新三項歷史紀錄（页面存档备份，存于）。其中7月外匯存底4,961.71億美元創下新高，較6月大增74.8億美元，並即將突破5,000億美元大關；另外，外資持有國內股票、債券等新台幣資產市值合計4,949億美元，約當外匯存底的99.7%，金額與比率雙雙締造新猷。[2]

## 8月6日
- 藝人澎恰恰，負債新台幣2.4億元，宣布破產。[3]

## 8月9日
- 美國衛生及公共服務部部長亞歷克斯·阿薩爾訪問臺灣，不僅成為六年來首位訪臺的美國內閣閣員，也是1979年中華民國與美斷交以來訪臺層級最高的美國內閣官員。[4][5]

## 8月10日

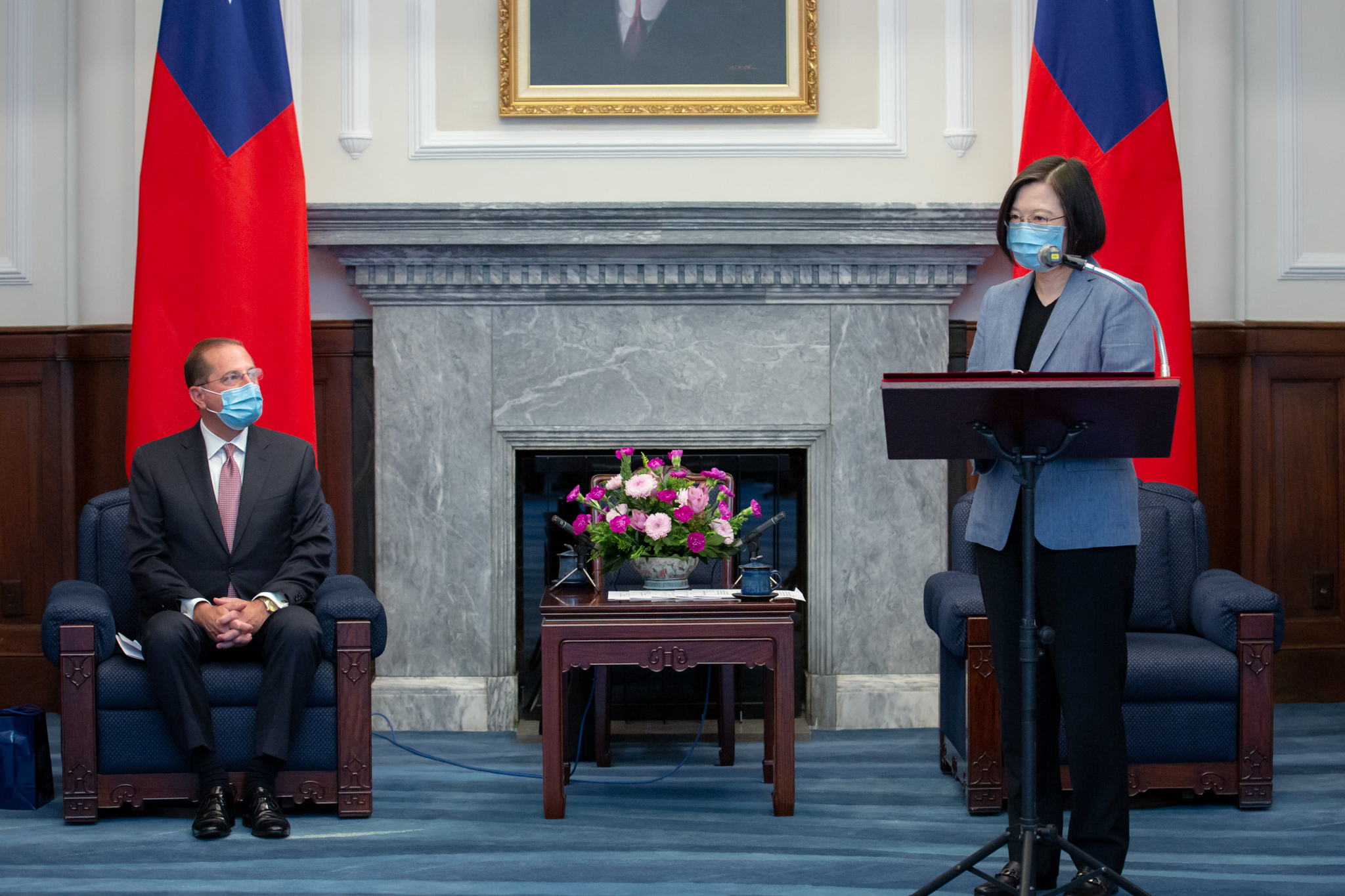
2020年8月10日，總統蔡英文接見美國衛生部長阿扎爾訪問團

- 總統蔡英文今日上午接見來訪的美國衛生部長亞歷克斯·阿薩爾。阿薩爾在致詞時強調，此行傳達美國總統川普對臺灣的強力友誼及支持；此行將著重在臺灣的醫衛成就及防疫成就，及如何能夠跟美國進一步合作，來預防偵測及回應各項公衛挑戰。阿薩爾在致詞與會面過程中不管是打招呼或致詞中都使用「總統」（President）尊稱蔡英文。[6]
- 下午，在衛福部長陳時中及訪臺的美國衛生及公共服務部部長亞歷克斯·阿薩爾的共同見證下，由臺灣美國事務委員會主任委員楊珍妮及美國在台協會台北辦事處處長酈英傑代表雙方於臺北簽署「醫衛合作瞭解備忘錄」。[7]

## 8月12日
- 訪臺的美國衛生及公共服務部部長亞歷克斯·阿薩爾於今日上午9時赴臺北賓館弔唁已故的前總統李登輝，他表示，李登輝是創造台灣現代民主的其中一位偉大人物。阿薩爾在弔唁李登輝時，寫下留言：「李前總統的民主遺志，將會永遠推動美國與台灣關係前進！」阿薩爾參觀口罩工廠後，搭乘專機返回美國，結束4天訪臺行程。[8]

## 8月15日
- 高雄市長補選今日舉行投票，由民主進步黨籍候選人陳其邁以67萬1804票的得票數、70.0%的得票率，擊敗國民黨籍候選人李眉蓁248,478票、民眾黨籍吳益政38,960票，當選高雄市市長。陳其邁在得票率方面更創下高雄市長選舉紀錄[9]。

## 8月23日
- 總統蔡英文前往金門主持八二三砲戰62週年公祭暨追思活動，為當年殉國將士們上香獻花。同時美國在台協會處長酈英傑（William Brent Christensen）也前赴金門出席追思活動，成為首位出席八二三紀念活動的AIT處長。酈英傑在追悼活動後也前往金門水頭碼頭，在兩位美國軍官孟登道（Alfred Medendorp）中校和法蘭克．林恩（Frank W. Lynn）中校的紀念碑前獻花致意。AIT表示，這兩位軍官於1954年金門九三砲戰中與台灣同袍一同抵禦中華人民共和國，在猛烈砲火攻擊中英勇殉職。並稱臺美合作是建立在「真朋友，真進展」的歷史之上。[10][11]AIT被視為以實際行動釋出正面訊息，強調臺美關係緊密。[12]

## 8月24日
- 高雄市市長補選當選人陳其邁於今日上午9時，在高雄市政府四維行政中心宣誓就職高雄市長。[13]

## 8月25日
- 外交部表示，考量臺灣與法國在經貿、科技、文教等領域合作交流不斷深化，經妥善研議結果，規劃在法國南部的艾克斯普羅旺斯市(Aix-en-Provence)設立「駐普羅旺斯台北辦事處」，各項籌備作業正持續進行。成為我國在法國的第二間外館，也是今年外交部宣布新增的第三間駐外館處。[14][15]

## 8月28日
- 農委會預告修正動物用藥品管理法第五條第一款：「乙型受體素（β-agonist）為禁止製造、調劑、輸入、輸出、販賣或陳列之藥品。但不包括作為供牛及豬隻使用之萊克多巴胺（Ractopamine）含藥物飼料添加物。」[16]
- 總統蔡英文宣布將於2021年起開放30月齡以上美國牛肉及含萊克多巴胺之美國豬肉進口。[17]
- 黨產會依《政黨及其附隨組織不當取得財產處理條例》認定婦聯會、中投、欣裕台、國發、民族、民權等6個組織為國民黨的附隨組織，並凍結其資產，引起該6個組織不服，向台北高等行政法院提起訴訟，承審的7名法官質疑黨產條例有違憲之虞，聲請釋憲。大法官會議今日公布釋字793號解釋，指出法官所提的違憲爭議均屬合憲。[18][19]

## 8月29日
- 高鈺婷當選時代力量新一任黨主席。[20]

## 8月30日
- 捷克參議院議長維特齊（Miloš Vystrčil）今日率團抵臺。訪團成員除了參議院領袖和資深參議員，還有布拉格市長賀瑞普（Zdeněk Hřib）、捷克科學院副院長、大學校長、布拉格愛樂樂團總監等學界和文化界人士以及企業領袖和媒體代表。[21][22]
- 新竹市國際風箏節在施放糖果風箏時，意外纏住一位女童，將其捲往空中持續30秒，所幸女童平安落地，僅受到驚嚇與輕微擦傷[23]。